# Таніт Фенікс
Таніт Фенікс (англ. Tanit Phoenix; нар. 24 вересня 1980 або 1984, Дурбан) — південноафриканська акторка та фотомодель.

## Біографія
Таніт Фенікс народилася у місті Дурбан, ПАР. Ім'я Таніт означає «Богиня кохання» або «Богиня життя та смерті» у перекладі з фінікійської.
У 15 років вона розпочала кар'єру фотомоделі. Знімалася для журналів Cosmopolitan, FHM, Legacy, Indwe, Marie Claire, Shape, GQ, Sports Illustrated Swimsuit Issue, Men's Health, Maxim. Володіє кількома мовами. Знімалася в рекламі Nivea (2005), Aqua Minerale (2007), Veet (2007-2008).
У кіно дебютувала у 2005 році. З 2011 по 2012 рік знімалася у серіалі «Фатальні красуні». У 2013 році під час зйомок фільму «Хардкор» Таніт була ключовим візажистом та дизайнером персонажа Джиммі свого чоловіка Шарлто Коплі.

## Особисте життя
У січні 2012 року почала зустрічатися з актором Шарлто Коплі. 28 березня 2015 року пара оголосила про заручини. 15 лютого 2016 року в Кейптауні відбулося їхнє весілля. Подружжя має доньку — Сіель Фенікс-Коплі (нар. 01.06.2017).